# Center Junction
Center Junction és una població dels Estats Units a l'estat d'Iowa. Segons el cens del 2000 tenia 131 habitants.

## Demografia
Segons el cens del 2000, Center Junction tenia 131 habitants, 59 habitatges, i 35 famílies. La densitat de població era de 126,4 habitants per km².
Dels 59 habitatges en un 25,4% hi vivien nens de menys de 18 anys, en un 55,9% hi vivien parelles casades, en un 5,1% dones solteres, i en un 39% no eren unitats familiars. En el 33,9% dels habitatges hi vivien persones soles el 18,6% de les quals corresponia a persones de 65 anys o més que vivien soles. El nombre mitjà de persones vivint en cada habitatge era de 2,22 i el nombre mitjà de persones que vivien en cada família era de 2,89.
Per edats la població es repartia de la següent manera: un 19,8% tenia menys de 18 anys, un 6,1% entre 18 i 24, un 25,2% entre 25 i 44, un 29,8% de 45 a 60 i un 19,1% 65 anys o més.
L'edat mediana era de 44 anys. Per cada 100 dones de 18 o més anys hi havia 90,9 homes.
La renda mediana per habitatge era de 32.917 $ i la renda mediana per família de 41.750 $. Els homes tenien una renda mediana de 30.625 $ mentre que les dones 20.500 $. La renda per capita de la població era de 16.476 $. Cap de les famílies i el 5,7% de la població estaven per davall del llindar de pobresa.

## Poblacions més properes
El següent diagrama mostra les poblacions més properes.